# Marquesado de San Adrián

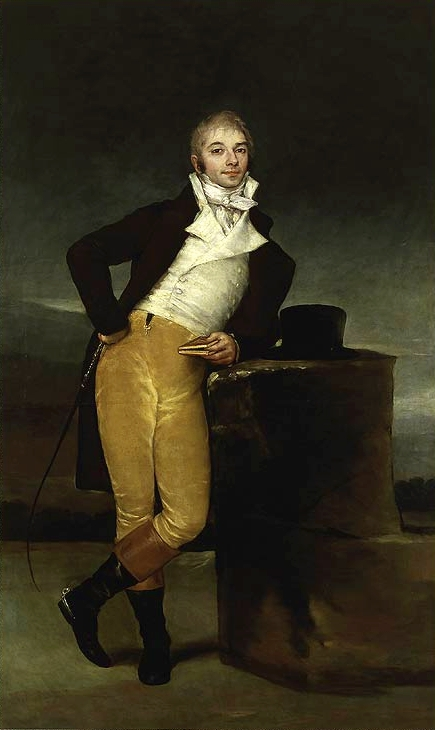
Retrato del Marqués de San Adrián de Francisco de Goya, que fue realizado al quinto marqués, José Mª Magallón y Armendáriz, en 1804.

El marquesado de San Adrián es el título nobiliario español  creado oficialmente el 13 de noviembre de 1729 por el rey Felipe V a favor de Joaquín Magallón y Beaumont de Navarra, señor de Monteagudo y de San Adrián (ambos en Navarra). El Real decreto del título había sido concedido por el rey Carlos II el 13 de octubre de 1696 al mismo titular
Este título obtuvo la Grandeza de España el 17 de diciembre de 1802 siendo José María Magallón y Armendáriz, v marqués de San Adrián.

## Antecedentes
En 1457 el rey Juan II de Navarra hizo donación a Sancho de Vergara de la fortaleza, lugar y término de San Adrián, y de la pecha, rentas y demás derechos al Rey pertenecientes en dicho pueblo. Posteriormente por matrimonio el señorío de San Adrián recae en la familia Veraiz, que a su vez enlaza con la de Magallón en el siglo XVI.  A finales del siglo XVI, Pedro Magallón-Vergara-Veraiz era señor solariego de San Adrián. Un hijo suyo en 1641 adquirió la jurisdicción civil y criminal a cambio de ceder a la real hacienda el «puerto seco» o aduana de la villa. Eran señores de Monteagudo, merinos perpetuos de Tudela y alguaciles de la Santa Inquisición. Los marqueses de San Adrián destacaron como fundadores de la Real Sociedad Tudelana de los Deseosos del Bien Público:

## Historia de los marqueses de San Adrián
- Joaquín Magallón y Beaumont de Navarra, i marqués de San Adrián, XII señor de Monteagudo y X señor de San Adrián, además de caballero de la Orden de Alcántara.[1] Sin descendientes. Le sucedió su hermana:

- Francisca Magallón y Beaumont de Navarra (f. en 1715), titulada marquesa de San Adrián pero sin llegar a recibir Real Despacho.

Se casó en primeras nupcias con Carlos Ramírez de Arellano y Salamanca, i conde de Murillo.
Contrajo un segundo matrimonio con Carlos Cabañas Antillón y Veraiz. Sin descendientes. Le sucedió su hermana:
- Beatriz María Silvestra Magallón y Beaumont de Navarra (1657-1733), ii marquesa de San Adrián.

Se casó con Alonso Herrera Rueda y Velasco. Sin descendientes. Le sucedió su hermana:
- Bernardina Felipa de Magallón y Beaumont (1663-1753), iii marquesa de San Adrián.

Se casó con Manuel de Echauz Velasco de la Mota Sarmiento, i conde de Riocavado, hijo de Pedro de Velasco Echauz (nacido Echauz Velasco, que antepuso el Velasco materno por el mayorazgo de Riocavado y otros señoríos), y de Josefa de la Mota Sarmiento y Manso de Zúñiga. Sin descendientes. Le sucedió su sobrino:
- Francisco Magallón y Magallón iv marqués de San Adrián desde 1753. Involucrado en la creación de la Conversación, precedente de la Sociedad pero falleció antes de su creación en 1773. Impulsor de la reforma de las aduanas en las Cortes de Navarra en 1757. Señor de Monteagudo y su castillo, merino perpetuo hereditario de Tudela, era hijo de José Lorenzo Magallón y Chávarri y Ana María Magallón y Beaumont, señores de San Adrián.

Se casó con María Teresa de Mencos y Ayanz de Navarra, hija de José Sebastián de Mencos y Ayanz de Navarra y Basilia Ayanz de Navarra y Arbizu, IV Condes de Guenduláin. Le sucedió su hijo.
- José María Magallón y Mencos (Los Arcos, 18 de enero de 1735-Tudela el 13 de octubre de 1799), v marqués de San Adrián, el más involucrado en la corta existencia de la Sociedad, fue señor de Monteagudo y su castillo, merino perpetuo hereditario de Tudela, ricohombre de Navarra, gentilhombre de cámara de S.M. (1792).

Contrajo matrimonio el 28 de abril de 1764 con María Josefa de Armendáriz (m. 1787), V marquesa de Castelfuerte y señora de Ezcay, hija de Juan Esteban de Armendáriz y Monreal y de María Manuela de Acedo y Jiménez de Loyola, III marqueses de Castelfuerte. Le sucedió su hijo.
- José María Magallón y Armendáriz (1763-1845), vi marqués de San Adrián (desde 1808), vi marqués de Castelfuerte.

Se casó con María de la Soledad Isidra Rodríguez de los Ríos y Lasso de la Vega, v marquesa de Santiago (por cesión en 1798), V marquesa de la Cimada. Tuvieron por hija a Francisca de Paula Magallón y Rodríguez de los Ríos (1797-1824), vii marquesa de Castelfuerte (por cesión de su padre) que casó con Joaquín María Fernández de Córdoba Alagón y Vera de Aragón, xiv conde de Sástago. Le sucedió su hermano.
- Joaquín Mariano de Magallón y Armendáriz (n. en 1768), vii marqués de San Adrián (desde 1848).

Se casó con Pilar Campuzano y Marentes. Le sucedió su hijo:
- Joaquín María Magallón y Campuzano, viii marqués de San Adrián. Le sucedió su hermano:

- José María Magallón y Campuzano, ix marqués de San Adrián.

Se casó con Agripina McLeod.  Le sucedió su hijo:
- Ángel Magallón y McLeod, x marqués de San Adrián. Se casó con Enriqueta Bushell Gil,[2] sin sucesión, le sucedió su hermana:

- Margarita Magallón y McLeod, xi marquesa de San Adrián.

Se casó con Luis Sanz y Múxica. Le sucedió su hijo.
- Gonzalo Sanz y Magallón, xii marqués de San Adrián. Le sucedió su hermano:

- José María Sanz y Magallón Mújica, xiii marqués de San Adrián (desde 1935), xii marqués de Castelfuerte.

Se casó con Magdalena Hurtado de Mendoza y Díaz. Le sucedió su hijo:
- José Luis Sanz-Magallón y Hurtado de Mendoza, xiv marqués de San Adrián (desde 1968).[3] Le sucedió, su hermano;

- Gonzalo Sanz-Magallón y Hurtado de Mendoza (n. 1931), xv marqués de San Adrián. (desde 2001).

Se casó con María Luisa Resusta y Melgar.  Le sucedió, por cesión, su hijo:
- José María Sanz-Magallón y Rezusta (n. en 1963), xvi marqués de San Adrián (desde 2002).[4]

Se casó con Ana Duque de Estrada y Herrero.